# Чермен (фильм)
«Чермен» — советский широкоформатный фильм-драма, снятый в 1970 году на киностудии «Грузия-фильм».

## Сюжет
Действие происходит в одном из сёл Осетии в XVII веке. Будучи по происхождению незаконнорождённым, Чермен всеми силами пытается отстоять своё человеческое достоинство. Ему противостоит Дакко, старейшина рода алдаров, в чьём селении проживает Чермен. Дакко из корыстных соображений вступает в сговор с князем Цараем. Совместными усилиями они обирают людей, а затем делят между собой награбленное. Чермен случайно узнаёт об этом сговоре и сообщает об этом своим друзьям. Поначалу он думает, что никто в селении алдаров не поверит ему, незаконнорождённому, и заговор останется не раскрытым. Но друзья вступают в схватку.
В силу не известных причин, в сценарии фильма было допущено существенное изменение исторического контекста и деталей народного предания о Чермене. Так, жизнь Чермена датируется около 1783—1813 гг., по «магометанскому закону и горскому обычаю» он считался законным сыном своего отца, которого не стало, когда Чермен был ещё ребёнком. Поэтому его воспитывал его дядя — Мирзабег из рода Бытаевых (старшая ветвь Тулатовых). А его врагами были Дзамбулат и Кайсын Майрамукаевы (младшая ветвь Тулатовых), которые его убили вместе с кабардинскими князьями Гилахстановыми.
Также в фильме не показаны его побратимы — кабардинец Хаджи-Паго (вместо него введён грузин) и Абраг Бадзиев. Женат Чермен был на девушке из Байматовых. А Хаджи (Моргоев), изображённый любителем выпить, таковым не был, напротив, он был почитаемым духовным лицом у мусульман, совершившим хадж и знавшим арабскую грамоту. Хаджи организовывал прошения кобанских кавдасардов к российской власти о признании их прав. Чермен вёл борьбу за личное уазданское достоинство и в интересах своих друзей, о классовой борьбе, конечно, не было и речи, хотя несомненно его борьба вдохновила и других кавдасардов-мусульман отстаивать свои законные права (кавдасарды христианского вероисповедания равенства с уазданами не добивались). 

## В ролях
- Бимболат Ватаев — Чермен
- Тереза Кантемирова — Азау
- Константин Сланов — Дакко
- Владимир Тхапсаев — Бестол
- Коте Даушвили — Хаджи
- Верико Анджапаридзе — Мать Чермена
- М. Абаев — Касай
- Урузмаг Хурумов — Дзандар
- Ф. Каллагов — Садул
- Анатолий Дзиваев — Дзиу, друг Чермена (дублирует А. Сафонов)
- Давид Габараев — Царай
- Зураб Капианидзе — Бердиа
- Софико Чиаурели — Мать Чермена в молодости
- М.Спанов — Мулдар
- Давид Кобулов — старейшина